# Trung Trung Đỉnh
Trung Trung Đỉnh (tên khai sinh là Phạm Trung Đỉnh, sinh năm 1949) là nhà văn Việt Nam, được tặng Giải thưởng Nhà nước về Văn học Nghệ thuật năm 2007. Ông là Đại tá Quân đội nhân dân Việt Nam, đã từng làm Phó Tổng biên tập Báo Văn nghệ và Giám đốc Nhà xuất bản Hội Nhà văn.  

## Tiểu sử
Trung Trung Đỉnh tên khai sinh là Phạm Trung Đỉnh, sinh ngày 21 tháng 09 năm 1949 tại xã Vĩnh Long, huyện Vĩnh Bảo, thành phố Hải Phòng.
Trung Trung Đỉnh xuất thân trong gia đình nông dân. Năm 1968, Trung Trung Đỉnh đang học lớp 9 (hệ 10 năm) thì đi nhập ngũ theo lệnh tổng động viên. Ông đã nhiều năm hoạt động và chiến đấu ở chiến trường Tây Nguyên thời chống Mỹ cứu nước. Sau khi tốt nghiệp Trường Viết văn Nguyễn Du (sau này là Trường Đại học Văn hóa Hà Nội) khóa 1, ông làm biên tập viên văn xuôi Tạp chí Văn nghệ Quân đội. Từ năm 2000, ông là Phó tổng biên tập báo Văn nghệ. Từ năm 2008 đến 2016 ông làm Giám đốc Nhà xuất bản Hội Nhà văn. Trung Trung Đỉnh mang quân hàm Đại tá trước khi chuyển ngành.
Ông là đảng viên Đảng Cộng sản Việt Nam; hội viên Hội Nhà văn Việt Nam từ năm 1984.

## Sự nghiệp
Cho dù đã có truyện ngắn đầu tiên đăng trên Văn nghệ Quân giải phóng từ năm 1972, nhưng Trung Trung Đỉnh tự nhận mình là nhà văn chính thức sau 1975.
Trung Trung Đỉnh là một nhà văn trưởng thành từ thời chiến tranh chống Mỹ. Do có nhiều năm hoạt động ở chiến trường Tây Nguyên thời chống Mỹ cứu nước nên sự hiểu biết cũng như tình cảm của ông dành cho mảnh đất này rất nhiều. Ngoài viết văn, ông còn làm thơ, viết kịch bản phim.
Hơn bốn chục năm cầm bút, Trung Trung Đỉnh có 7 cuốn tiểu thuyết, 7 tập truyện ngắn, một tập thơ đã in. Những cuốn tiểu thuyết Lính trận, Những người không chịu thiệt thòi, Những khoảnh khắc đời người, Ngược chiều cái chết, Lời chào quá khứ; Tiễn biệt những ngày buồn, Lạc rừng, Lính trận, Sống khó hơn chết… khẳng định tên tuổi Trung Trung Đỉnh trong làng Văn Việt Nam và cả khu vực. Ông cũng có khoảng 70 kịch bản phim, trong đó kịch bản phim “Ngõ lỗ thủng” được đánh giá cao, làm nên thành công của bộ phim trên sóng truyền hình.
Bên cạnh đó, Trung Trung Đỉnh còn viết báo, trong đó có mảng chân dung văn học về các nhà văn như Nguyễn Minh Châu, Thái Bá Lợi, Bảo Ninh… 
Thời còn ở Báo Văn nghệ với cương vị Phó Tổng biên tập, ông đã góp phần giới thiệu được hai tác giả trẻ là Nguyễn Ngọc Tư và Ngô Khắc Tài. Chính nhờ Trung Trung Đỉnh và Lương Ngọc An mà Cánh đồng bất tận được đăng tải nhiều kỳ liền trên Báo Văn nghệ. Đây cũng là chuyện hy hữu trên một tờ báo văn.
Ông đã giành được một số giải thưởng về văn học: Giải A cuộc thi tiểu thuyết của Hội Nhà văn Việt Nam (1998 – 2000) với tiểu thuyết Lạc rừng; Giải thưởng Hội Nhà Văn Việt Nam năm 2000 và Giải thưởng văn học Đông Nam Á (S.E.A Write Award) với thiểu thuyết Lính trận.
Năm 2007, ông được tặng Giải thưởng Nhà nước về Văn học Nghệ thuật với cụm 3 tiểu thuyết: Lạc rừng, Tiễn biệt những ngày buồn, Ngược chiều cái chết.

## Tác phẩm chính
- Thung lũng Đá Hoa (truyện ngắn in chung, 1979);
- Người trong cuộc (truyện ngắn, 1980);
- Đêm nguyệt thực (truyện ngắn, 1982);
- Những người không chịu thiệt thòi (truyện ngắn, 1982);
- Ngược chiều cái chết (tiểu thuyết, 1989);
- Tiễn biệt những ngày buồn (tiểu thuyết, 1990);
- Chuyện tình ngõ lỗ thủng (tiểu thuyết, 1990);
- Bậc cao thủ (truyện ngắn, 1994);
- Lạc rừng (tiểu thuyết);
- Sống khó hơn là chết (tiểu thuyết, 2008).

Nguồn: 
- Đá và em (trường ca)
- Chàng trai bằng đá (trường ca)

Nguồn: 

## Vinh danh
- Giải thưởng Nhà nước về Văn học Nghệ thuật năm 2007.

### Giải thưởng văn học
- Giải A cuộc thi tiểu thuyết của Hội Nhà văn Việt Nam (1998 – 2000) với tiểu thuyết Lạc rừng.
- Giải thưởng Hội Nhà Văn Việt Nam năm 2000 và Giải thưởng văn học Đông Nam Á (S.E.A Write Award) với thiểu thuyết Lính trận.